# Adolf Reichwein
Adolf Reichwein, född den 3 oktober 1898 i Bad Ems, död den 20 oktober 1944 i Plötzensee, Berlin, var en tysk lärare och motståndsman mot Adolf Hitler.

## Biografi
Reichwein var professor vid lärarseminariet i Halle från 1930 till 1933, då han av politiska skäl avskedades av nazisterna. Han fick dock fortsätta att undervisa och företog experiment med reformpedagogik i en skola i Brandenburg. Reichwein betonade särskilt aktivitetsorienterad undervisning och exkursioner.
Reichwein kom i kontakt med Kreisaukretsen och blev aktiv motståndare mot nazisterna. Redan innan attentatet mot Hitler i juli 1944 angavs Reichwein och greps. Han ställdes inför Folkdomstolen och dömdes den 20 oktober 1944 till döden; han avrättades samma dag i Plötzenseefängelset. Reichwein efterlämnade hustrun Rosemarie (1904–2002) och fyra barn.

## Utmärkelser
Asteroiden 8684 Reichwein är uppkallad efter honom.